# Stor Dödmannen
Stor Dödmannen is een Zweeds eiland behorend tot de Pite-archipel. Het kleine eilandje ligt ingeklemd tussen Trundön en het Zweedse vasteland. Het eiland heeft geen oeververbindingen en is onbewoond / onbebouwd.